# بریستول (جورجییا)
بریستول (به انگلیسی: Bristol) یک منطقهٔ مسکونی در ایالات متحده آمریکا است که در شهرستان پیرس، جورجیا واقع شده‌است. بریستول ۴۲٫۹۸ متر بالاتر از سطح دریا واقع شده‌است.